# 童刚
童刚（1957年10月—），湖北罗田人，原国家新闻出版广电总局党组成员、副局长，中国电影家协会原副主席，第十三届全国政协委员。